# Cerapachys luteoviger
Cerapachys luteoviger é uma espécie de formiga do gênero Cerapachys.